# Mawashi
Ein Mawashi (jap. 廻し oder 回し) ist im Sumō-Ringen der Gürtel, den die Kämpfer (rikishi) im Wettkampf und beim Training tragen. Während der Zeremonie beim Betreten des Rings zum Beginn eines Turniertags (dohyō-iri) sowie beim „Bogentanz“ (Yumitori-shiki) am Ende eines Kampftags tragen Ringer der oberen Ränge einen zeremoniellen Keshō-mawashi (siehe weiter unten).

## Kampf-Mawashi
Der Mawashi für Rikishi der obersten Ränge besteht aus Seide und ist in einer großen Auswahl von Farben erhältlich. Ungebunden hat er eine Länge von etwa neun Metern und eine Breite von etwa 60 cm. Er hat ein Gewicht von vier bis fünf Kilogramm. Diese Abmessungen sind für alle Mawashi gleich, unabhängig vom Körperumfang des Ringers. Deswegen scheinen verhältnismäßig „schmal“ gebaute Kämpfer oft dickere Mawashi zu tragen als ihre umfangreicheren Kollegen. Getragen wird ein Mawashi, indem er gefaltet, mehrmals um die Hüfte des Kämpfers gewickelt sowie zwischen seinen Beinen hindurchgeführt und schließlich mit einem großen Knoten an der Hinterseite befestigt wird. 
An der Vorderseite werden eine Reihe von gestärkten Seidenstreifen eingesteckt, die sogenannten Sagari (下がり). Die Anzahl der Streifen liegt zwischen 13 und 25 und ist immer ungerade. Während Sekitori (also Ringer der obersten beiden Divisionen) mit Leimkraut versteifte Sagari tragen, verwenden Ringer der niedrigeren Ränge locker herabhängende Sagari. Wenn die Sagari während eines Kampfes herausfallen, wirft der Gyōji (Ringrichter) sie nach Möglichkeit sofort aus dem Ring, um ein Ausrutschen der Rikishi zu verhindern. Die Sagari sind eine Reminiszenz an die früher auch während der Kämpfe getragenen Keshō-mawashi (siehe unten), wobei auf den schürzenartigen Teil aus praktischen Gründen schließlich verzichtet wurde. Sie dienen außer der Dekoration keinem bestimmten Zweck.
Sollte ein Mawashi sich während eines Kampfes lösen, kann der Kampf angehalten werden, um es dem betreffenden Kämpfer zu ermöglichen, seinen Gurt neu zu binden. Verliert ein Ringer während eines Kampfes seinen Mawashi vollends, so wird er disqualifiziert und sein Gegner zum Sieger erklärt (不浄負け, Fujō-make). Dies ist aber zumindest im japanischen Profi-Sumō seit vielen Jahrzehnten nicht mehr vorgekommen.
Der Mawashi ist mehr als ein Kleidungsstück, er ist ein wichtiger Bestandteil des Sumō-Sports, da viele der 82 Siegtechniken (Kimarite) auf Griffen am Mawashi des Gegners beruhen, da dieser den besten Angriffspunkt bietet. Streng verboten sind allerdings Griffe am vertikalen Teil des Mawashi, der zwischen den Beinen hindurchführt. Gelegentlich versuchen Kämpfer, mit kleinen Tricks einen Vorteil herauszuschlagen: Wird zum Beispiel der Mawashi nur sehr lose gebunden, sind Würfe erschwert. Andere wickeln den Gürtel sehr fest und besprengen ihn mit Wasser, um zu verhindern, dass der Gegner zufassen kann.
Zwar werden nur die Farben Schwarz, Lila und Dunkelblau offiziell vom japanischen Sumo-Verband erlaubt, dieser sieht jedoch stillschweigend über Übertretungen hinweg, solange die Farben nicht zu hell sind. Oft bleibt die Gurtfarbe eines Ringers relativ konstant: Musashimaru trug fast immer ein silbriges Grau, Asashoryu kämpfte meistens in Schwarz. Viele Sumōringer sind jedoch abergläubisch, was die Farbe ihrer Mawashi angeht. Oft wird versucht, eine „Pechsträhne“ durch Wechsel der Gurtfarbe zu brechen.

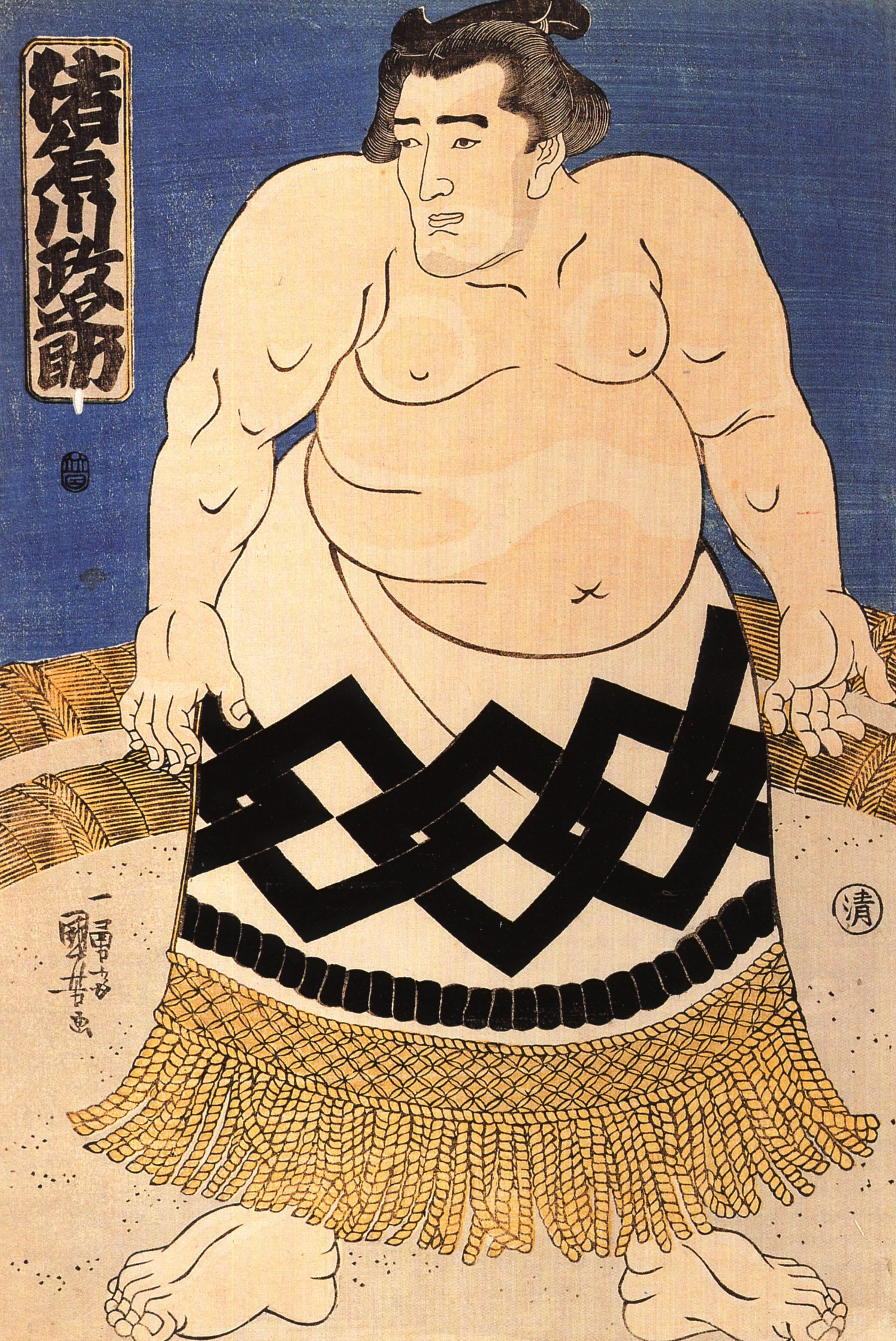
Darstellung eines Rikishi im zeremoniellen Keshō-mawashi aus dem 19. Jahrhundert. Die Hinterseite dieser Mawashi ist, wie bei Kampf-Mawashi auch, kurz.

Seidene Mawashi werden nur bei öffentlichen Kämpfen getragen. Während des Trainings wird auf schwere, baumwollene Modelle zurückgegriffen. Die Angehörigen der obersten beiden Divisionen, die sogenannten Sekitori (関取), tragen weiße Gürtel mit einem charakteristisch geschwungenen Ende. Sagari werden nicht dazu getragen.
Rikishi der unteren Divisionen müssen sowohl bei Wettkämpfen als auch im Training schwarze Baumwollgürtel tragen. Im Wettkampf ergänzen sie diese um ungestärkte Sagari aus Baumwolle.
Amateurkämpfer schließlich sind in ihrer Auswahl auf weiße Baumwolle beschränkt. Die Form unterscheidet sich jedoch von derjenigen der Profi-Trainings-Mawashi.

## Zeremonielle Mawashi

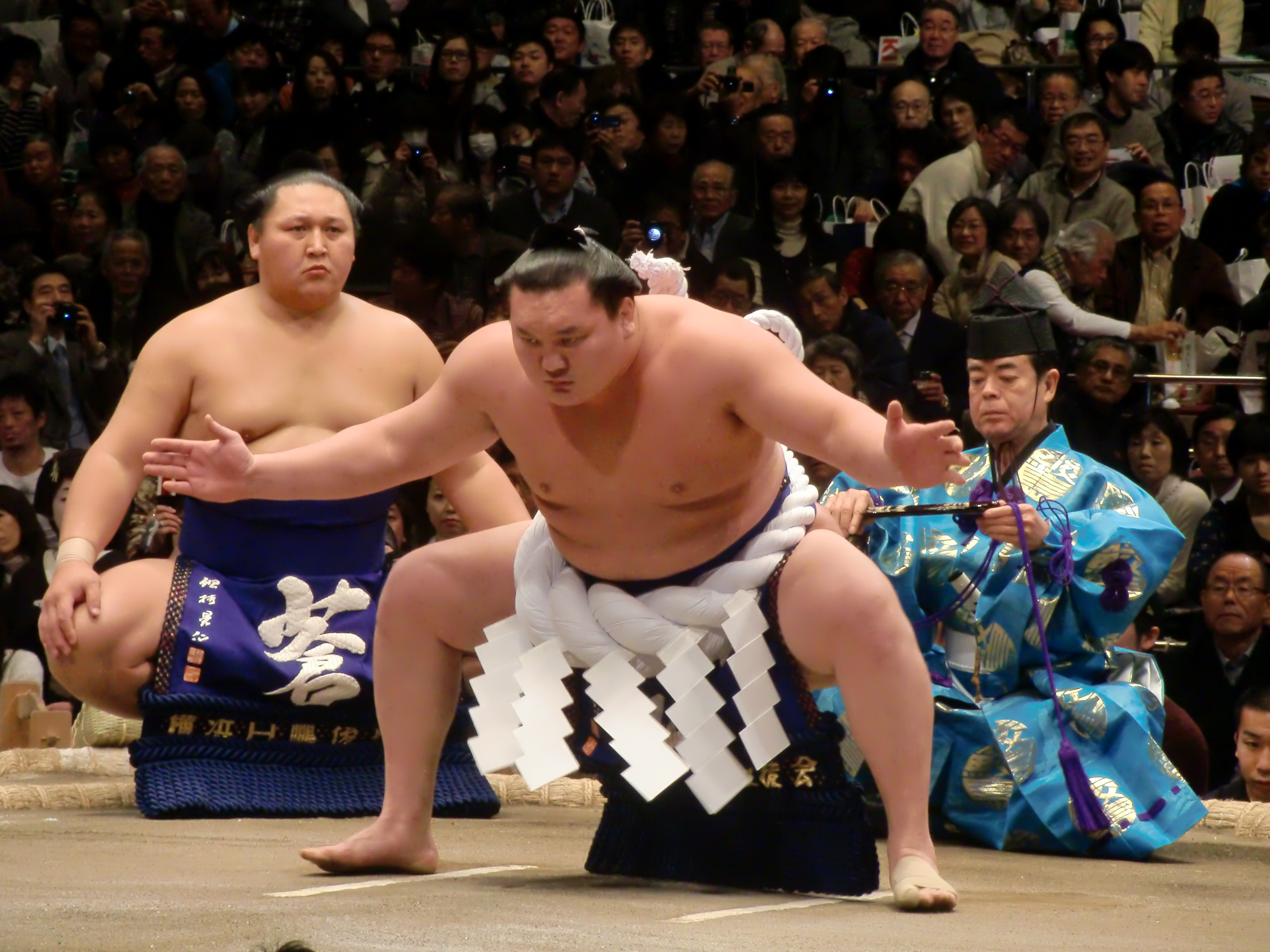
Keshō-mawashi

Zeremonielle Mawashi oder Keshō-mawashi (化粧回し) sind solche, die von den höheren Rängen bei den feierlichen Zeremonien im Ring getragen werden. Der seidene „Gürtel“ trägt an der Vorderseite eine Art Schürze, die aufwändig verziert und mit goldenen Fransen besetzt ist. Solche Mawashi kosten leicht einige tausend Euro. Gelegentlich trägt der Keshō-mawashi einen Hinweis auf den Sponsor eines Kämpfers: Der bulgarischstämmige Sumō-Ringer Kotoōshū bewarb anfänglich auf seinem zeremoniellen Mawashi beispielsweise eine Joghurtmarke, der Ōzeki Chiyotaikai hingegen schmückt sich mit dem Logo der Bayer AG. Keshō-mawashi können auch Geschenke von Fanclubs sein. Besonders beliebte Ringer verfügen über eine große Anzahl solcher Fan-Gaben.
Yokozuna, die in einer eigenen Zeremonie auftreten, besitzen Sets von jeweils drei identischen Keshō-mawashi, derer zwei dabei von ihren Assistenten getragen werden.